# Bedford Park (Inglaterra)

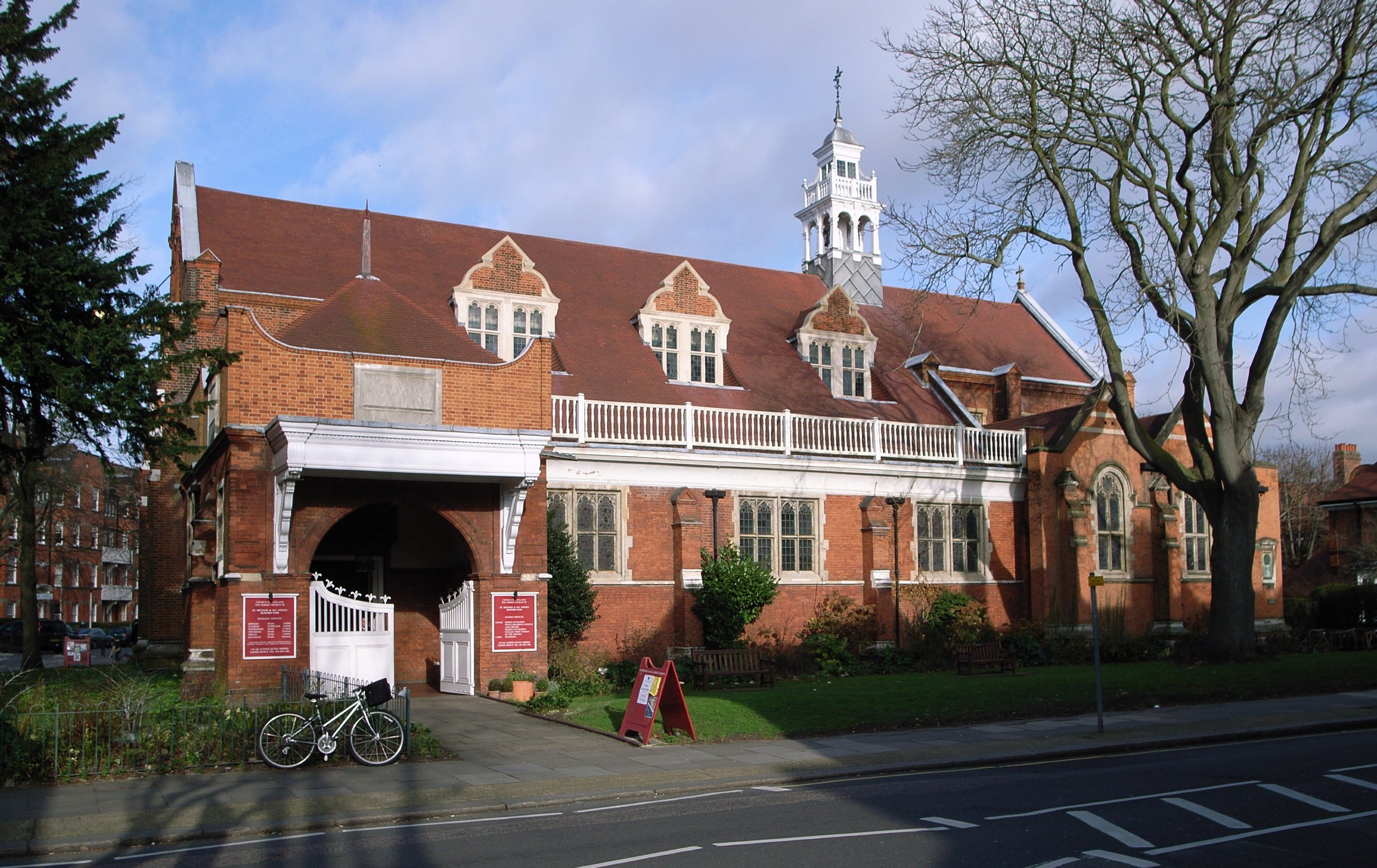
St. Michael and All Angels, la iglesia de Bedford Park.

Bedford Park es un desarrollo suburbano en el oeste de Londres, Inglaterra. Forma parte de un área de conservación que está sobre todo dentro del distrito de Ealing, con una pequeña parte al este dentro del distrito de Hounslow. La estación de metro más cercana es Turnham Green (District Line), y las líneas de autobús que sirven a esta zona son las líneas 94 y E3.

## Historia

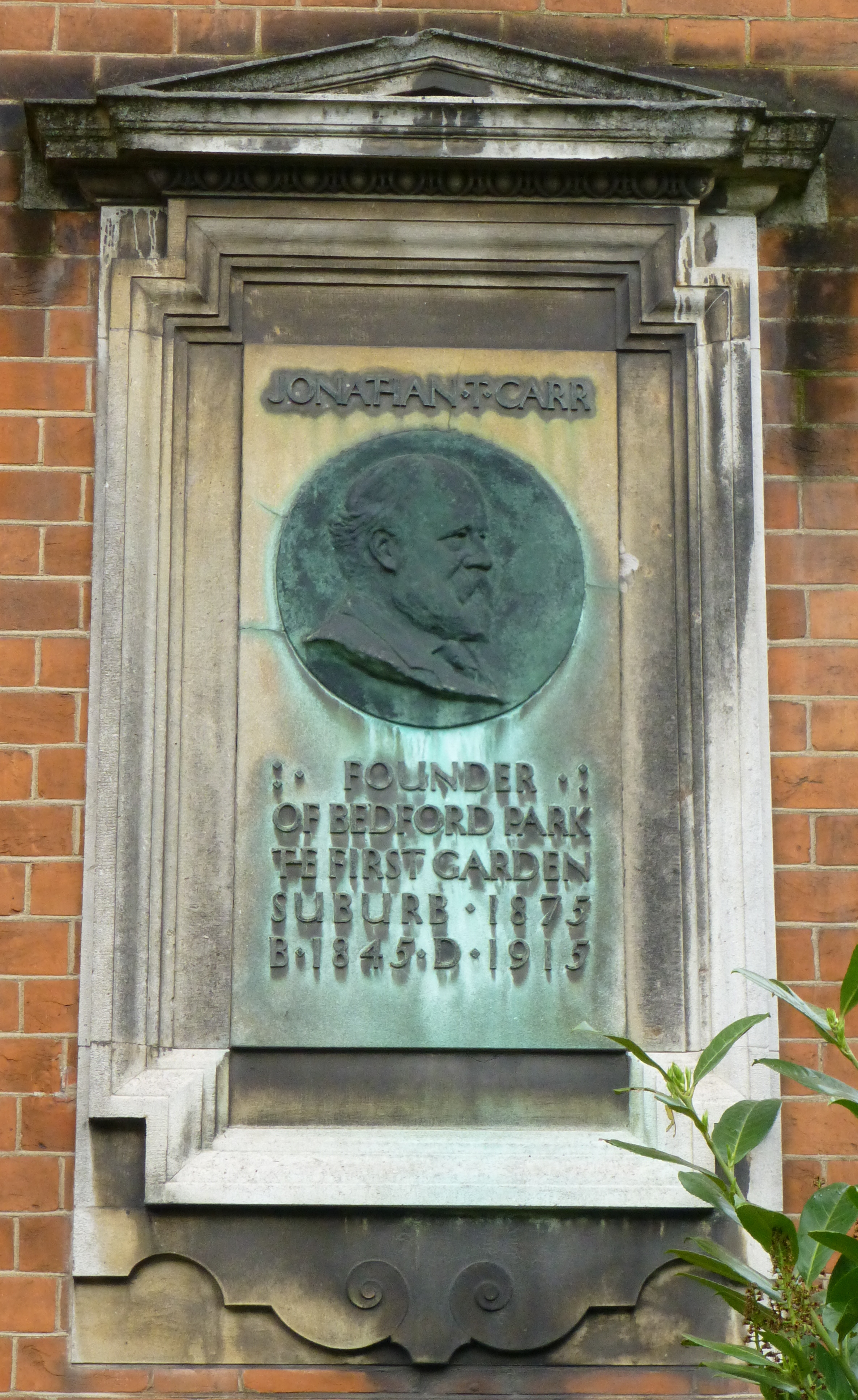
Placa conmemorativa dedicada a Jonathan Carr, colocada en la fachada de la iglesia de St. Michael and All Angels.

Bedford Park puede ser descrito como el primer antecesor en el mundo de la ciudad jardín. Aunque no fue construido en el modo de cooperativa como algunos desarrollos posteriores (Brentham Garden o Hampstead Garden Suburb), creó un modelo que fue emulado no solo por el movimiento de la ciudad jardín, sino también por otros desarrollos suburbanos alrededor del mundo. Sir John Betjeman describió a Bedford Park como "el suburbio más significativo construido en el siglo pasado, probablemente en el mundo occidental". Hermann Muthesius, el célebre crítico alemán que escribió The English House en 1904, dijo: "No significa ni más ni menos que el punto de partida de la casa moderna más pequeña, que se extendió desde allí por todo el país".
El promotor fue Jonathan Carr (hermano de J. Comyns Carr), que en 1875 compró 24 acres (97.000 m²) de tierra justo al norte de la estación de Turnham Green, construida seis años antes. La ciudad de Londres estaba a sólo 30 minutos en tren y el terreno disponía de una gran cantidad de árboles de muy buena calidad. El deseo de proteger estos magníficos árboles fue parte integral del
plan para desarrollar Bedford Park. El primer arquitecto de la finca fue Edward William Godwin, un miembro destacado del Esteticismo, pero sus primeros diseños recibieron duras críticas en The Builder, el
principal diario profesional de su época, y Godwin y Carr se separaron. Algunos diseños fueron encargados a la firma de Coe y Robinson, pero en 1877 Carr contrató a Richard Norman Shaw, uno de los arquitectos más famosos de la época. A pesar de que para entonces el estilo del parque había sido ya fijado, los diseños de Shaw, en el estilo reina Ana, demostraron ser notablemente exitosos en crear una impresión de gran variedad mientras que en realidad empleaba un número limitado de tipologías de casas.
En la década de 1880, con su iglesia, su salón parroquial, su club, sus tiendas, su pub y su escuela de arte, vivir en Bedford Park se puso de moda entre un sector de los intelectuales y artistas de la época. W. B. Yeats, el actor William Terriss, la actriz Florence Farr, el dramaturgo Arthur Wing Pinero y el pintor Camille Pissarro vivieron allí. Bedford Park es el Saffron Park en la novela El hombre que fue jueves de G. K. Chesterton, y Biggleswick en el Mr. Standfast de John Buchan.
Al comienzo del siglo XX la zona sufrió una largo periodo de decadencia. Muchas de las casas, inicialmente diseñadas como viviendas unifamiliares, fueron divididas en pequeños apartamentos. La demolición por parte del ayuntamiento de algunos de los edificios más singulares para dejar espacio para la construcción de bloques de apartamentos llevó a la fundación en 1963 de la Bedford Park Society. A través
de las actividades de la sociedad, en 1967 el gobierno incluyó en una lista de protección del patrimonio la mayor parte de Bedford Park, un total de 356 casas. Unos años más tarde, los consejos de Ealing y Hounslow designaron a Bedford Park como un área de conservación. Desde entonces la zona ha mejorado gradualmente. Algunas de las casas han vuelto al uso familiar para el que fueron concebidas y muchas propiedades han sido restauradas y renovadas.

## Galería de imágenes

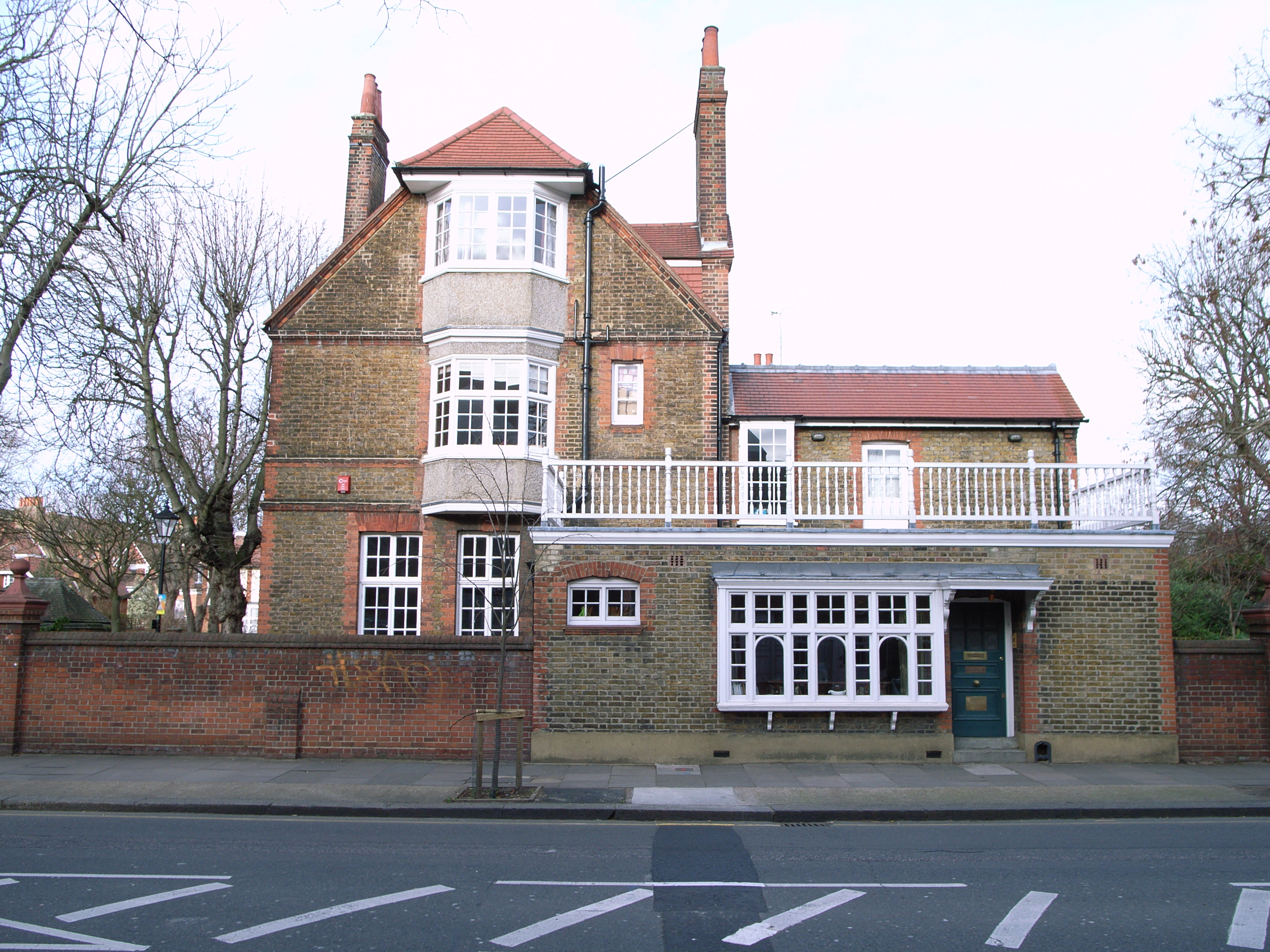
El número 1 de Priory Gardens (1880), obra de E. J. May (1853–1941), sede de la Victorian Society
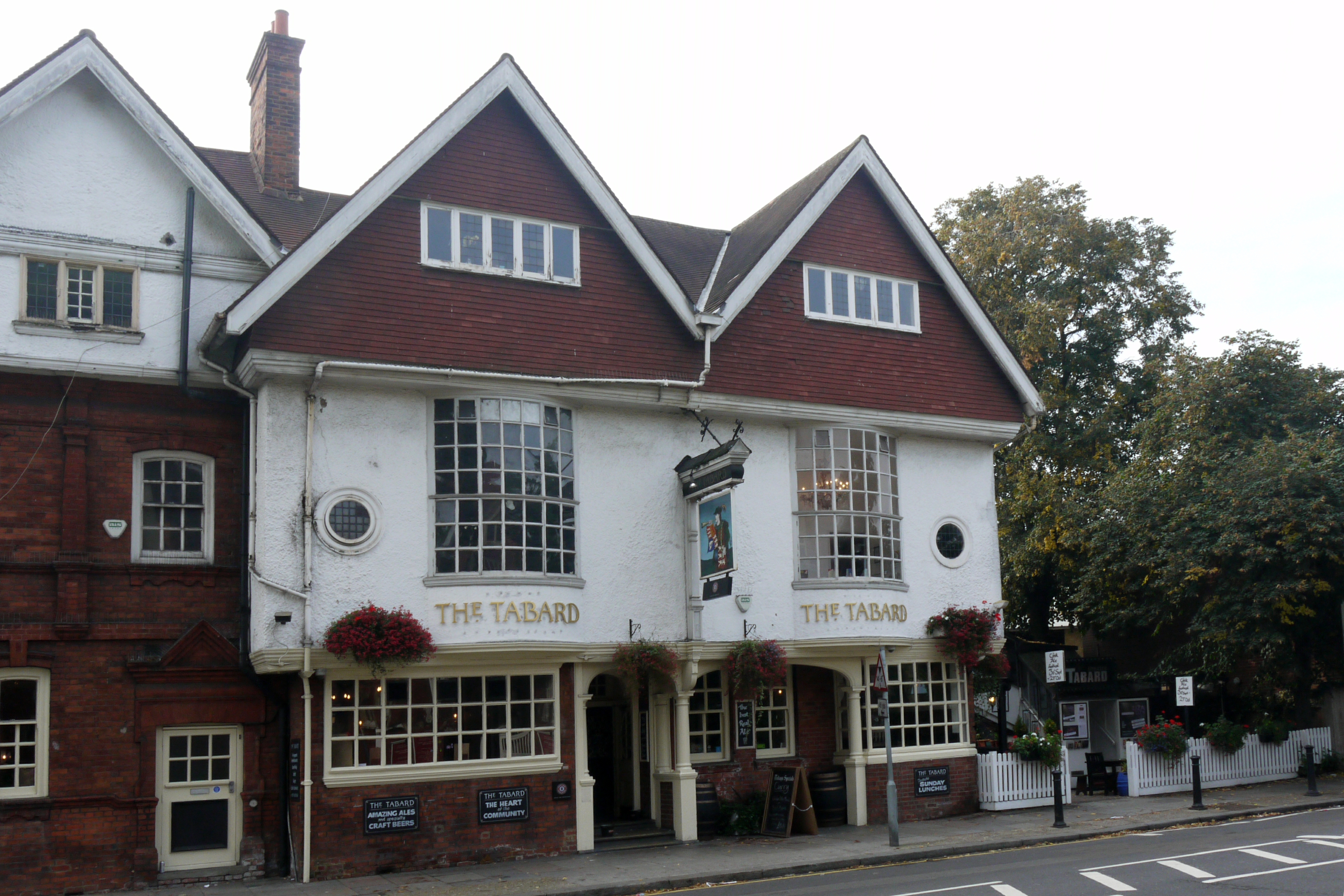
El Tabard pub (y teatro) en Bath Road
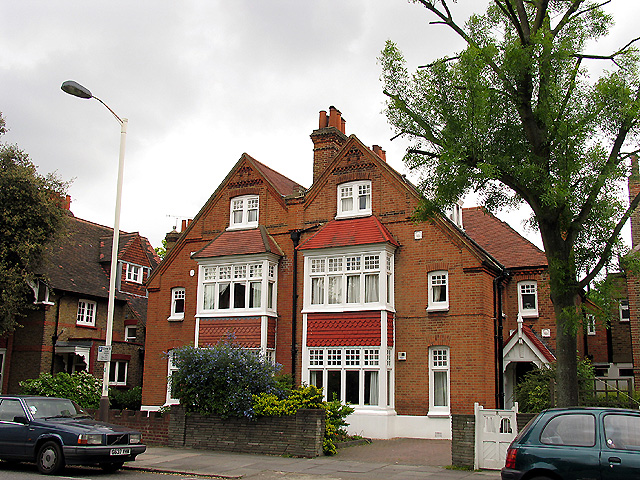
Casa en Bedford Road
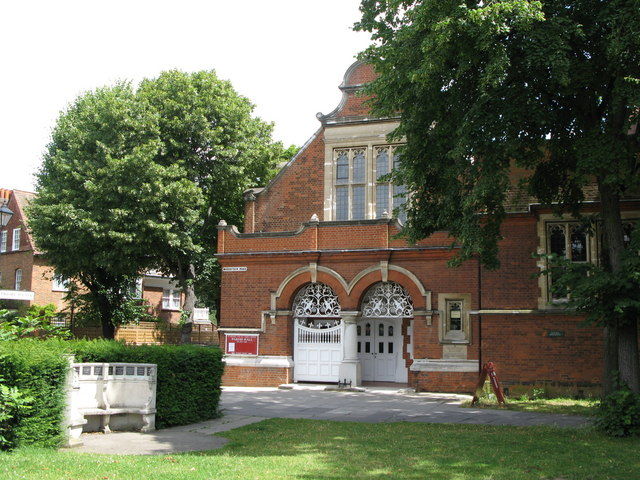
Detalle de la iglesia de St. Michael and All Angels. La silla de piedra a la izquierda es el monumento local de la Primera Guerra Mundial

### En inglés
- Binns, Sheila (2013). The Aesthetics of Utopia: Saltaire, Akroydon and Bedford Park,  Spire Books, ISBN 978 1 904965 45 9
- Budworth, David. Jonathan Carr's Bedford Park, The Bedford Park Society
- Girouard, Mark (1977). Sweetness and Light: The "Queen Anne" Movement, 1860–1900
- Greeves, Tom. Bedford Park: the first Garden Suburb,  The Bedford Park Society

- Bedford Park Society
- Galería de fotografías e imágenes de la Bedford Park Society
- Asociación de residentes de Bedford Park

- Datos: Q83290
- Multimedia: Bedford Park, London / Q83290